# 스프레이 (분사기)

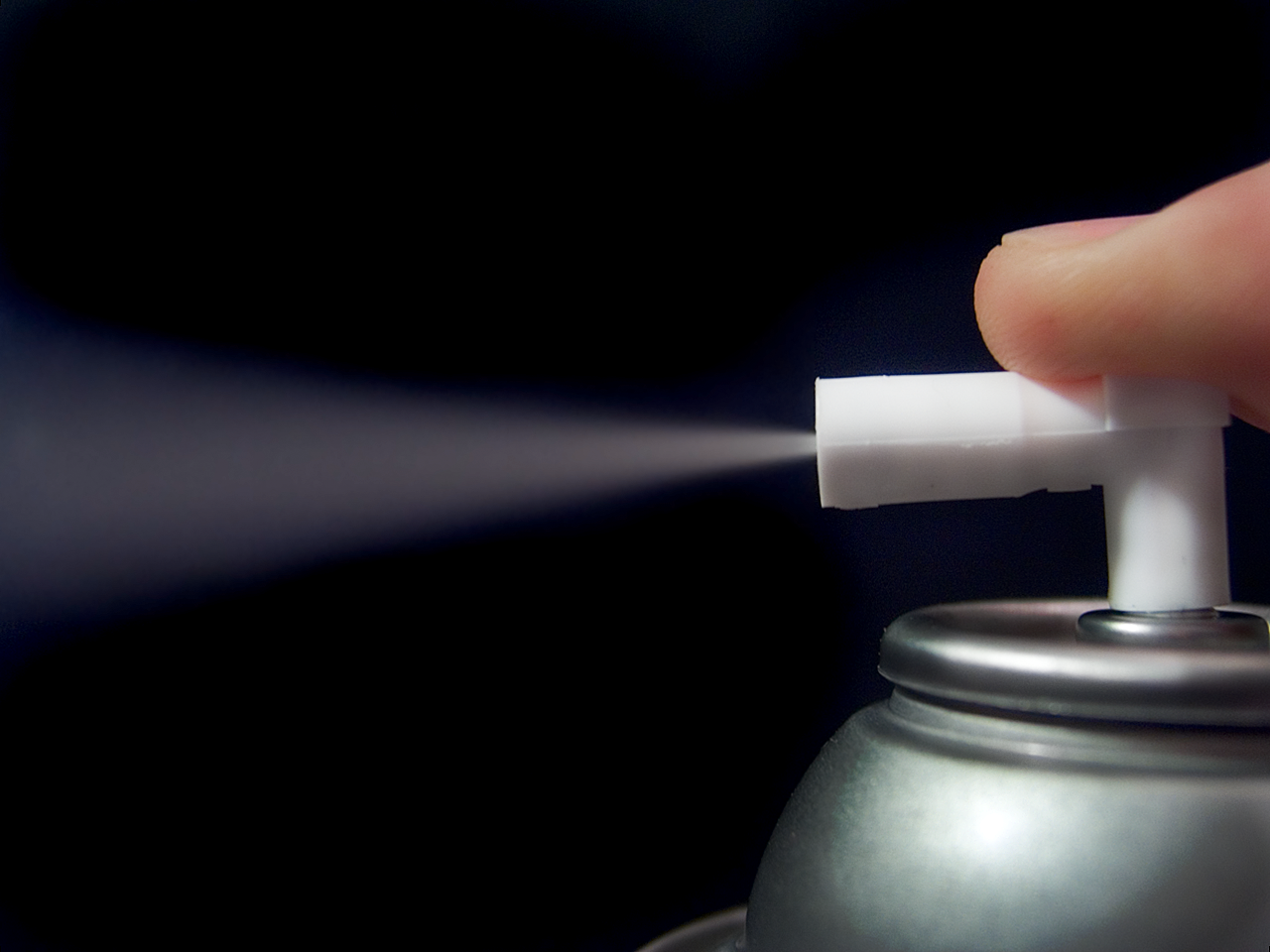

스프레이(spray)는 액체 입자의 연무질 미스트를 생성하는 일종의 분사 시스템이다. 이는 탑재량과 압력을 받는 추진제가 들어 있는 깡통이나 병으로 구성된다. 용기의 밸브가 열리면 탑재물이 작은 구멍 밖으로 밀려나와 연무질이나 미스트 형태로 나온다.

## 역사
연무질의 개념은 1790년으로 거슬러 올라간다. 깡통 형태의 최초의 스프레이 특허는 1927년 오슬로에서 노르웨이의 화학 엔지니어인 에릭 로트하임에게 부여되었으며, 미국 특허는 1931년에 해당 발명에 대해 부여되었다. 특허권은 100,000 노르웨이 크로네에 미국 회사에 매각되었다. 노르웨이 우편국 포스텐 노르게(Posten Norge)는 1998년에 우표를 발행하여 발명을 기념했다.
1939년 미국인 줄리안 S. 칸(Julian S. Kahn)은 일회용 스프레이 캔에 대한 특허를 받았지만 제품은 거의 개발되지 않았다. 칸의 아이디어는 두 가지 소스의 크림과 추진제를 혼합하여 집에서 휘핑크림을 만드는 것이었다. 그런 의미에서 진정한 연무질은 아니다. 더욱이 1949년에 그는 다음 특허 청구의 기초가 된 처음 4개의 청구를 포기했다.
에어로졸 스프레이 캔이 처음으로 효과적으로 사용된 것은 1941년이 되어서야 미국 곤충학 및 식물 검역국의 미국인 라일 굿휴(Lyle Goodhue)와 윌리엄 설리반(William Sullivan)이었는데, 이들은 현대 스프레이 캔의 발명자로 인정받고 있다. 에어로졸 폭탄 또는 벌레 폭탄이라고 불리는 리필 가능한 스프레이 캔 디자인은 많은 상업용 스프레이 제품의 조상이다. 손 크기의 강철 캔에 75파운드의 압력을 가해 액화 가스를 채우고 미스트나 폼으로 배출되는 제품이었다. 해당 발명에 대한 공공 서비스 특허가 발행되었으며 미국 국민의 자유로운 사용을 위해 농무부 장관에게 양도되었다. 추진력을 부여하는 액화 가스로 압력을 가한 이 작고 휴대 가능한 캔은 제2차 세계 대전 중 태평양에서 군인들이 텐트와 비행기 내부에 뿌려 말라리아를 옮기는 모기로부터 자신을 방어할 수 있게 해주었다. 굿휴와 설리반은 초기 특허와 에어로졸 스프레이에 대한 선구적인 연구를 인정받아 1970년 8월 28일 노르웨이 오슬로에서 유럽 에어로졸 협회 연맹으로부터 최초의 에릭 로트하임 금메달을 받았다.
1948년에 3개 회사가 미국 정부로부터 에어로졸 스프레이 제조 허가를 받았다. 세 회사 중 두 회사인 체이스 프로덕츠 컴퍼니(Chase Products Company)와 클레어 매뉴팩처링(Claire Manufacturing)은 계속해서 에어로졸 스프레이를 제조하고 있다. 저압 에어로졸 스프레이의 스프레이를 제어하는 데 사용되는 "크림프 온 밸브"는 1949년 브롱스(Bronx) 기계 공장 소유주인 로버트 H. 앱플라날프(Robert H. Abplanalp)에 의해 개발되었다.
1974년에 프랭크 셔우드 롤런드와 마리오 J. 몰리나는 에어로졸 스프레이의 추진제로 사용되는 염화불화탄소가 지구의 오존층을 고갈시키는 원인이 된다고 제안했다. 이 이론에 대응하여 미국 의회는 1977년에 환경 보호국이 대기 중 CFC의 존재를 규제할 수 있도록 권한을 부여하는 청정 공기법 개정안을 통과시켰다. 유엔 환경 프로그램은 같은 해에 오존층 연구를 요구했고, 1981년에는 오존층 보호에 관한 글로벌 기본 협약을 승인했다. 1985년에 조 파먼, 브라이언 G. 가디너, 존 섕클린은 오존층 구멍에 대해 자세히 설명하는 최초의 과학 논문을 발표했다. 같은 해 UN의 승인으로 비엔나 협약이 체결되었다. 2년 후, CFC 생산을 규제하는 몬트리올 의정서가 공식적으로 서명되었다. 이는 1989년에 발효되었다. 미국은 1995년에 공식적으로 CFC를 단계적으로 폐지했다.

## 같이 보기
- 낙서